# マクダル
マクダル（英語 McDull）は、香港のアニメーション作品『春田花花幼稚園』に登場する豚のキャラクター。日本では作品名の訳語ともなっている。

## 概要
『春田花花幼稚園』（邦訳：はるだはなはなようちえん）広東語 チョンティン・ファーファー・ヤウジーユン）は謝立文原作、麥家碧作画の漫画『マクマグ』シリーズの登場キャラクターであるマクダルを主人公としたアニメ作品で、マクダルが通う架空の幼稚園の名前。2001年に映画が香港で公開されると、大ヒットし、多くのキャラクターグッズも登場した。
香港や広州などでは、マクドナルドやコンビニエンスストアなどのキャンペーンキャラクターにも使われている。なお日本ではCSのカートゥーンネットワークで観ることができる。
日本では『春田花花幼稚園 〜マクダルとマクマグ〜』のタイトルで絵本やアニメDVDが販売されている。

## マクダルのプロフィール
- 名前：麥兜（広東語 マク・ダウ）。「麥」は父親の姓で、アイルランド人ではない。
- 誕生日：1988年7月
- 出生地︰香港九龍廣華医院
- 性別：男
- 幼稚園：春田花花幼稚園
- 夢：オリンピックで金メダルを取る、モルジブ旅行に行く
- 性格：単純、おっちょこちょい、楽観的、争い事が嫌い
- 好きな食べ物：鶏肉(特に腿肉)
- 嫌いな食べ物：野菜
- ペット：金魚のUmbanana
- 母親：麥譚玉蓮（麥太）
- 父親：麥炳（幼い内に死別）
- いとこ：マクマグ（麥嘜）、幼稚園の同級生

## 作品

### 劇場映画
- 『麥兜故事 My life as McDull』（2001年）　- 日本では『マクダルのお話〜マイ・ライフ・アズ・マクダル〜』として2014年にDVD発売。
  - 2002年の第15回東京国際映画祭アジアの風部門では「マクダルの話」の邦題で上映
- 『麥兜菠蘿油王子 McDull, Prince de la Bun』（2004年） - 日本では『マクダル パイナップルパン王子』として2006年3月に公開[1]
  - 2004年の第17回東京国際映画祭アジアの風部門にて上映
- 『春田花花同學會 McDull, The Alumni』（2006年）　- （日本公開未定）
- 『麥兜響噹噹 McDull, Kung Fu Kindergarten』（2009年）　- 日本では『マクダルのカンフーようちえん（英語版）』として2012年8月に公開[2]
- 『麥兜噹噹伴我心 McDull, The Pork of Music』（2012年）- （日本公開未定）
- 『麥兜我和我媽媽 McDull: Me & My Mum』（2014年）- （日本公開未定）
- 『麥兜·飯寶奇兵 McDull: Rise of the Rice Cooker』（2016年）- （日本公開未定）